# Organisationsbereich Personal
Der Organisationsbereich Personal ist in der deutschen Bundeswehr ein ziviler Organisationsbereich der Bundeswehrverwaltung.

## Aufgaben
Der Organisationsbereich Personal leistet das gesamte Personalmanagement der Bundeswehr. Er ist somit für zivile und militärische Personalgewinnung, -führung und -entwicklung sowie für Bildung und Qualifizierung aller Angehörigen der Bundeswehr verantwortlich.

## Führung
Der Organisationsbereich Personal wird im Auftrag des Bundesministers der Verteidigung von dessen Abteilungsleiter Personal geführt. Diese Abteilung gliedert sich in:
- Leitungsebene
  - Abteilungsleiterin
  - Stellvertreter der Abteilungsleiterin
  - Stabsstellen
    - Referat P Z Zentrale Aufgaben und Controlling
    - Beauftragter für Vereinbarkeit von Familie und Dienst
    - Beauftragter für Chancengleichheit, Vielfalt und Inklusion
    - Beauftragter für Posttraumatische Belastungsstörungen
    - Beauftragter für Angelegenheiten für Hinterbliebene

  - Unterabteilungen
    - P I: Führung, Personalmarketing, Bildung/Qualifizierung
    - P II: Personalentwicklung
    - P III: Soziale Angelegenheiten

## Gliederung
Der Organisationsbereich Personal umfasst drei zivile Bundesoberbehörden:
- das Bundesamt für das Personalmanagement der Bundeswehr (BAPersBw) mit Sitz in Köln, welches eine zentrale Rolle im Organisationsbereich Personal einnimmt
- das Bundessprachenamt (BSprA) in Hürth
- das Bildungszentrum der Bundeswehr (BIZBw) in Mannheim.

Zum Organisationsbereich Personal gehören auch die beiden Universitäten der Bundeswehr (Helmut-Schmidt-Universität und Universität der Bundeswehr München) sowie der Fachbereich Bundeswehrverwaltung an der Hochschule des Bundes für öffentliche Verwaltung, die dem Bundesministerium der Verteidigung zugeordnet sind.  Dort liegt die Zuständigkeit im Referat P I 5 „Hochschulen der Bundeswehr“.
Zum nachgeordneten Bereich des BAPersBw gehören 16 Karrierecenter der Bundeswehr sowie 110 Karriereberatungsbüros, zum BIZBw zehn Bundeswehrfachschulen und fünf Auslandsschulen der Bundeswehr.

## Geschichte
Der Organisationsbereich Personal entstand im Zuge der Neuausrichtung der Bundeswehr. Mit dieser wurden die damals zwei Organisationsbereiche der Bundeswehrverwaltung, Territoriale Wehrverwaltung und Rüstungsbereich, in die drei neuen Organisationsbereiche Personal, Ausrüstung, Informationstechnik und Nutzung und Infrastruktur, Umweltschutz und Dienstleistungen gegliedert. Die zivile und militärische Personalgewinnung, -führung und -entwicklung wurde dabei in einer Hand konzentriert.